# بدر الجميل
بدر الجميل لاعب كرة قدم سعودي ، يلعب في مركز الظهير الأيمن في نادي الريان.

## مسيرة اللاعب
لعب في نادي الحائط ونادي الغوطة ونادي اللواء ونادي الروضة ونادي الخلود ونادي الشعلة ونادي الريان.